# Delta Force 2
Delta Force 2 – komputerowa gra akcji przedstawiona z perspektywy pierwszej osoby kontynuująca serię Delta Force. Została wyprodukowana i wydana przez amerykańskie studio NovaLogic na platformę PC 3 listopada 1999.

## Rozgrywka
Gra została podzielona na 40 misji. Gracz kieruje żołnierzem jednostki wojskowej Delta Force, a dzięki opcji „New Commander” może także dowodzić pozostałymi żołnierzami z jednostki. Żołnierze mają dostęp do zróżnicowanego arsenału broni. Bitwy odbywają się na otwartym terenie i w budynkach.
Udostępniony został edytor scenariuszy.
W grze zawarty został tryb gry wieloosobowej umożliwiający grę w sieci lokalnej lub przez Internet.